# DFB-Pokal 2015/16 (Frauen)
Der DFB-Pokal der Frauen wurde in der Saison 2015/16 zum 36. Mal ausgespielt. Der VfL Wolfsburg konnte seinen Titel mit einem 2:1 im Finale erfolgreich verteidigen. Obwohl es ernsthafte Überlegungen gab ein neues Stadion für das Endspiel in Betracht zu ziehen, wurde der Vertrag mit der Stadt Köln bis zur Saison 2019/20 verlängert. Damit fand das Finale, wie seit der Saison 2009/2010 im Rheinenergiestadion in Köln statt.

## Teilnehmende Mannschaften
Automatisch qualifiziert waren die Mannschaften der 1. und 2. Bundesliga der abgelaufenen Spielzeit. Dazu kamen die Aufsteiger in die 2. Bundesliga und die Sieger der 21 Landespokalwettbewerbe. Zweite Mannschaften sind grundsätzlich nicht teilnahmeberechtigt. Gewann eine zweite Mannschaft, deren erste Mannschaft bereits für den DFB-Pokal qualifiziert war, oder ein Aufsteiger in die 2. Bundesliga, den Landespokal, so rückte der jeweils unterlegene Finalist in den DFB-Pokal nach.
| Bundesliga die 12 Vereine der Saison 2014/15 | 2. Bundesliga 19 der 24 Vereine der Saison 2014/15 1 | Regionalliga Die Zweitliga-Aufsteiger der Regionalliga-Saison 2014/15 |
| MSV Duisburg SGS Essen 1. FFC Frankfurt SC Freiburg Herforder SV TSG 1899 Hoffenheim FF USV Jena Bayer 04 Leverkusen FC Bayern München 1. FFC Turbine Potsdam SC Sand VfL Wolfsburg (TV) | Alemannia Aachen 1. FC Union Berlin VfL Bochum Werder Bremen BV Cloppenburg TSV Crailsheim FSV Gütersloh 2009 Holstein Kiel 1. FC Köln FFV Leipzig 1. FC Lübars Magdeburger FFC SV Meppen 1. FFC Montabaur 1. FFC 08 Niederkirchen 1. FC Saarbrücken VfL Sindelfingen SV 67 Weinberg ETSV Würzburg | SV Henstedt-Ulzburg Blau-Weiß Hohen Neuendorf TSV Schott Mainz Borussia Mönchengladbach FSV Hessen Wetzlar 2                                                                                                  |
| Verbandspokale die Landespokalsieger der 21 Landesverbände des DFB | | |
| - Baden Karlsruher SC - Bayern 1. FC Nürnberg - Berlin SFC Stern 1900 3 - Brandenburg FSV Babelsberg 74 - Bremen ATS Buntentor - Hamburg Bramfelder SV - Hessen TSG Neu-Isenburg (V) 4   | - Mecklenburg-Vorpommern 1. FC Neubrandenburg 04 - Mittelrhein SC Fortuna Köln - Niederrhein GSV Moers 5 - Niedersachsen SV Union Meppen - Rheinland TuS Issel - Saarland SV Dirmingen - Sachsen FSV Lokomotive Dresden (IV) 6                                                                     | - Sachsen-Anhalt Hallescher FC - Schleswig-Holstein TuRa Meldorf 7 - Südbaden Polizei SV Freiburg - Südwest SC Siegelbach - Thüringen FFC Gera (IV) 8 - Westfalen DJK-VfL Billerbeck - Württemberg SV Hegnach |
| Ligaebene in Klammern: III = Regionalliga • IV = 4. Liga • V = 5. Liga • VI = 6. Liga | | |

## Modusänderung
Im Gegensatz zu den vorherigen Saisons erhalten unterklassige Vereine in den ersten vier Runden (also einschließlich der Viertelfinals) automatisch das Heimrecht gegen höherklassige Teams zugesprochen. Man erwartet so mehr Zuschauer bei den Spielen und mindert die Reisekosten für Amateurteams.

## Termine
Die Spielrunden werden an den folgenden Terminen ausgetragen:
- 1. Runde: 23. August 2015
- 2. Runde: 27. September 2015
- Achtelfinale: 8. November 2015
- Viertelfinale: 9. Dezember 2015
- Halbfinale: 3. April 2016
- Finale: 21. Mai 2016

## 1. Runde
Die Auslosung erfolgte am 14. Juli 2015. 25 Paarungen wurden zugelost, die besten sieben Bundesligavereine der letzten Saison bekamen ein Freilos. Am 22. August wurden vier, am 23. August die anderen 21 Spiele ausgetragen.
|                                | Ergebnis                         |                               |
| ------------------------------ | -------------------------------- | ----------------------------- |
| Hallescher FC (III)            | 0:6 (0:3)                        | Herforder SV (II)             |
| VfL Bochum (III)               | 0:3 (0:1)                        | Werder Bremen (I)             |
| Karlsruher SC (IV)             | 1:4 (1:1)                        | 1. FC Köln (I)                |
| DJK-VfL Billerbeck (IV)        | 3:2 (1:2)                        | FFV Leipzig (II)              |
| SV Henstedt-Ulzburg (II)       | 0:6 (0:3)                        | FF USV Jena (I)               |
| Blau-Weiß Hohen Neuendorf (II) | 1:5 n. V. (1:1, 0:1)             | SV Meppen (II)                |
| TuRa Meldorf (III)             | 1:0 (0:0)                        | 1. FC Neubrandenburg 04 (III) |
| ATS Buntentor (III)            | 2:6 (0:2)                        | Holstein Kiel (II)            |
| FFC Gera (IV)                  | 0:12 (0:4)                       | FSV Gütersloh 2009 (II)       |
| Bramfelder SV (IV)             | 2:3 (1:2)                        | BV Cloppenburg (II)           |
| 1. FC Union Berlin (II)        | 1:4 (0:2)                        | 1. FC Lübars (II)             |
| Magdeburger FFC (III)          | 2:1 (1:0)                        | GSV Moers (III)               |
| SV Union Meppen (IV)           | 6:0 (2:0)                        | SFC Stern 1900 (IV)           |
| FSV Lokomotive Dresden (IV)    | 0:5 (0:1)                        | FSV Babelsberg 74 (IV)        |
| 1. FFC 08 Niederkirchen (III)  | 1:3 (0:1)                        | Bayer 04 Leverkusen (I)       |
| TSV Crailsheim (II)            | 2:5 (0:3)                        | SC Sand (I)                   |
| SC Fortuna Köln (III)          | 1:6 (1:4)                        | 1. FC Saarbrücken (II)        |
| SC Siegelbach (III)            | 2:4 (1:3)                        | Borussia Mönchengladbach (II) |
| SV Dirmingen (III)             | 3:3 n. V. (3:3, 2:3) (2:4 i. E.) | TuS Issel (III)               |
| SV Hegnach (V)                 | 4:1 (2:0)                        | 1. FC Nürnberg (III)          |
| TSG Neu-Isenburg (V)           | 0:5 (0:2)                        | PSV Freiburg (IV)             |
| TSV Schott Mainz (II)          | 1:3 (1:3)                        | MSV Duisburg (II)             |
| FSV Hessen Wetzlar (II)        | 3:0 (1:0)                        | SV 67 Weinberg (II)           |
| VfL Sindelfingen (II)          | 3:0 (3:0)                        | ETSV Würzburg (II)            |
| 1. FFC Montabaur (III)         | 1:6 (1:5)                        | Alemannia Aachen (II)         |

## 2. Runde
Bereits in Runde zwei durch die Platzierung in der Bundesligasaison 2014/15 sind Bayern München, Wolfsburg, Frankfurt, Potsdam, Essen, Hoffenheim und Freiburg.
Die Auslosung erfolgte am 27. August 2015 getrennt in Süd- und Nord-Gruppe. Die Spiele wurden am 26. und 27. September 2015 ausgetragen. Der VfL Wolfsburg verpasste die Einstellung des Pokalrekordsieges (20:0) nur knapp.
|                               | Ergebnis   |                            |
| ----------------------------- | ---------- | -------------------------- |
| PSV Freiburg (IV)             | 0:14 (0:7) | 1. FFC Frankfurt (I)       |
| SV Hegnach (V)                | 3:1 (0:1)  | TuS Issel (III)            |
| DJK-VfL Billerbeck (IV)       | 0:19 (0:7) | VfL Wolfsburg (I)          |
| Borussia Mönchengladbach (II) | 1:4 (1:3)  | 1. FC Köln (I)             |
| Alemannia Aachen (II)         | 0:9 (0:4)  | SC Sand (I)                |
| BV Cloppenburg (II)           | 1:2 (0:1)  | FF USV Jena (I)            |
| TuRa Meldorf (III)            | 0:8 (0:4)  | Werder Bremen (I)          |
| Holstein Kiel (II)            | 0:11 (0:4) | 1. FFC Turbine Potsdam (I) |
| SV Union Meppen (IV)          | 0:9 (0:4)  | SGS Essen (I)              |
| Magdeburger FFC (III)         | 1:4 (0:1)  | Herforder SV (II)          |
| FSV Gütersloh 2009 (II)       | 2:4 (0:3)  | SV Meppen (II)             |
| MSV Duisburg (II)             | 0:3 (0:0)  | FC Bayern München (I)      |
| VfL Sindelfingen (II)         | 0:6 (0:3)  | SC Freiburg (I)            |
| FSV Babelsberg 74 (IV)        | 0:4 (0:0)  | 1. FC Lübars (II)          |
| 1. FC Saarbrücken (II)        | 0:5 (0:2)  | TSG 1899 Hoffenheim (I)    |
| FSV Hessen Wetzlar (II)       | 0:2 (0:1)  | Bayer 04 Leverkusen (I)    |

## Achtelfinale
Die Auslosung erfolgte am 10. Oktober 2015. Die Spiele wurden am 7. und 8. November 2015 ausgetragen.
|                            | Ergebnis             |                         |
| -------------------------- | -------------------- | ----------------------- |
| VfL Wolfsburg (I)          | 2:1 (1:0)            | SGS Essen (I)           |
| SV Hegnach (V)             | 2:3 (1:1)            | 1. FC Lübars (II)       |
| 1. FC Köln (I)             | 0:4 (0:1)            | FF USV Jena (I)         |
| FC Bayern München (I)      | 2:0 (2:0)            | 1. FFC Frankfurt (I)    |
| Herforder SV (II)          | 3:4 n. V. (2:2, 0:2) | SC Sand (I)             |
| SV Meppen (II)             | 1:3 (0:1)            | Werder Bremen (I)       |
| 1. FFC Turbine Potsdam (I) | 4:0 (2:0)            | TSG 1899 Hoffenheim (I) |
| SC Freiburg (I)            | 4:0 (2:0)            | Bayer 04 Leverkusen (I) |

## Viertelfinale
Die Auslosung erfolgte am 15. November 2015. Die Spiele wurden am 9. Dezember 2015 ausgetragen.
|                            | Ergebnis  |                       |
| -------------------------- | --------- | --------------------- |
| FF USV Jena (I)            | 1:4 (0:1) | SC Sand (I)           |
| Werder Bremen (I)          | 0:3 n. V. | FC Bayern München (I) |
| 1. FC Lübars (II)          | 0:1 (0:0) | SC Freiburg (I)       |
| 1. FFC Turbine Potsdam (I) | 0:3 (0:1) | VfL Wolfsburg (I)     |

## Halbfinale
Die Spielpaarungen wurden am 16. Dezember 2015 im Rahmen des Sportschau-Clubs (ARD) ausgelost. Ziehungsleiter war der DFB-Generalsekretär Helmut Sandrock, die Lose zog DHB-Nationaltorhüter Carsten Lichtlein vom VfL Gummersbach. Die beiden Halbfinalbegegnungen wurden am 3. April 2016 ausgetragen.
|                   | Ergebnis  |                       |
| ----------------- | --------- | --------------------- |
| SC Sand (I)       | 2:1 (0:1) | FC Bayern München (I) |
| VfL Wolfsburg (I) | 2:1 (1:0) | SC Freiburg (I)       |

## Finale
Das Pokalfinale fand am 21. Mai 2016 statt und wurde im ersten Programm der ARD übertragen.
| Paarung          | SC Sand – VfL Wolfsburg |
| Ergebnis         | 1:2 (1:1) |
| Datum            | 21. Mai 2016, 15:00 Uhr |
| Stadion          | Köln (Rheinenergiestadion) |
| Zuschauer        | 16.542 |
| Schiedsrichterin | Angelika Söder (Ingolstadt) |
| Tore             | 0:1 Jakabfi (7.) 1:1 Damnjanović (27.) 1:2 Jakabfi (80.) |
| SC Sand          | Kristina Kober – Claire Savin (85. Isabelle Meyer), Julia Zirnstein, Laura Vetterlein, Cecilie Sandvej – Anne van Bonn (90. + 1 Angela Migliazza), Chioma Igwe – Dominika Škorvánková, Jana Vojteková – Nina Burger, Jovana Damnjanović (64. Christine Veth) Cheftrainer: Alexander Fischinger |
| VfL Wolfsburg    | Almuth Schult – Lara Dickenmann, Nilla Fischer, Joelle Wedemeyer, Babett Peter – Vanessa Bernauer (46. Élise Bussaglia), Lena Goeßling, Zsanett Jakabfi (82. Tessa Wullaert), Ramona Bachmann (57. Anna Blässe), Isabel Kerschowski – Alexandra Popp Cheftrainer: Ralf Kellermann              |
| Gelbe Karten     | Bernauer – keine |

## Beste Torschützinnen
Nachfolgend sind die besten Torschützen des DFB-Pokals 2015/16 aufgeführt. Die Sortierung erfolgt nach Anzahl ihrer Treffer bzw. bei gleicher Toranzahl alphabetisch.
| Rang                    | Spielerin          | Verein                 | Tore |
| ----------------------- | ------------------ | ---------------------- | ---- |
| 1                       | Nina Burger        | SC Sand                | 8    |
| 2                       | Sarah Grünheid     | FSV Gütersloh 2009     | 7    |
|                         | Svenja Huth        | 1. FFC Turbine Potsdam | 7    |
|                         | Zsanett Jakabfi    | VfL Wolfsburg          | 7    |
| 5                       | Jovana Damnjanović | SC Sand                | 5    |
|                         | Isabelle Knipp     | Herforder SV           | 5    |
|                         | Alexandra Popp     | VfL Wolfsburg          | 5    |
|                         | Anne van Bonn      | SC Sand                | 5    |
| 9                       | Kerstin Garefrekes | 1. FFC Frankfurt       | 4    |
|                         | Charline Hartmann  | SGS Essen              | 4    |
|                         | Synne Jensen       | VfL Wolfsburg          | 4    |
|                         | Vivianne Miedema   | FC Bayern München      | 4    |
| Quelle: weltfussball.de |                    |                        |      |